# Paperback Writer
"Paperback Writer" é uma canção escrita por Lennon/McCartney e gravada pelos Beatles em 1966. Lançada como Lado A de um single que tinha a canção "Rain" como Lado B, alcançou o topo das paradas britânica e americana. A canção foi incluída mais tarde nos álbuns de compilação Hey Jude, The Beatles 1962–1966, Past Masters, Volume Two e 1. É um dos primeiros videoclipes da história musical

## A Canção
O single foi o primeiro dos Beatles que não falava de amor, e a letra da canção foi escrita como uma carta enviada por um autor a um editor de livros pedindo para aceitar seu novo livro. A inspiração teria surgido de uma carta real enviada a Paul por um aspirante a escritor.
A composição da canção é creditada a Lennon/McCartney, embora muitos acreditem que a canção tenha sido escrita apenas por Paul. Entretanto, em entrevista na década de 90, ele esclareceu a questão: "Eu cheguei à casa de John e lhe falei sobre a ideia de escrever uma canção sobre um autor, como uma carta para um editor. Então, nós fomos à sala de música dele e colocamos a melodia. Posteriormente, John e eu nos sentamos e terminamos a canção, mas ela foi creditada a mim porque a ideia original era minha".
Em 2014 a guitarra tocada por John Lennon nessa música foi colocada a venda em leilão.
É um dos primeiros videoclipes da história musical.

## Versão brasileira
Em 1969, o cantor e compositor Renato Barros fez a versão brasileira "Não Volto Mais", lançado no mesmo ano pelo grupo Renato e Seus Blue Caps no álbum de mesmo nome da banda.

## Créditos
- Paul McCartney: vocal e baixo
- John Lennon: guitarra base e vocais de apoio
- George Harrison: guitarra solo e vocais de apoio
- Ringo Starr: bateria e tamborim